# Okręg wyborczy Milborne Port
Okręg wyborczy Milborne Port powstał w 1628 r. i wysyłał do angielskiej, a następnie brytyjskiej, Izby Gmin dwóch deputowanych. Okręg obejmował wieś Milborne Port w hrabstwie Somerset. Został zlikwidowany w 1832 r.

## Deputowani do brytyjskiej Izby Gmin z okręgu Milborne Port
- 1660–1660: William Milborne
- 1660–1679: Michael Malet
- 1660–1677: Francis Wyndham
- 1677–1690: John Hunt
- 1679–1679: William Lacy
- 1679–1689: Henry Bull
- 1689–1690: Thomas Saunders
- 1690–1715: Thomas Travell
- 1690–1701: Charles Carteret
- 1701–1701: Richard Newman
- 1701–1702: Henry Thynne
- 1702–1705: John Hunt
- 1705–1709: Thomas Medlycott
- 1709–1710: Thomas Smith
- 1710–1722: James Medlycott
- 1715–1717: John Cox
- 1717–1717: Michael Harvey
- 1717–1722: Charles Stanhope
- 1722–1741: Michael Harvey
- 1722–1727: George Speke
- 1727–1734: Thomas Medlycott
- 1734–1742: Thomas Medlycott
- 1741–1747: Jeffrey French
- 1742–1747: Michael Harvey
- 1747–1763: Thomas Medlycott
- 1747–1754: Charles Churchill of Chalfont
- 1754–1774: Edward Walter
- 1763–1770: Thomas Hutchings-Medlycott
- 1770–1772: Robert Knight, 1. hrabia Catherlough
- 1772–1772: Richard Combe
- 1772–1774: George Prescott
- 1774–1780: Temple Simon Luttrell
- 1774–1780: Charles Wolseley
- 1780–1781: Thomas Hutchings-Medlycott
- 1780–1787: John Townson
- 1781–1796: John Pennington
- 1787–1790: William Popham
- 1790–1791: William Coles Medlycott
- 1791–1794: Richard Johnson
- 1794–1796: Mark Wood
- 1796–1804: Henry Paget, lord Paget, torysi
- 1796–1802: Robert Sharpe Ainslie
- 1802–1812: Hugh Leycester
- 1804–1806: Charles Paget, wigowie
- 1806–1810: Henry Paget, lord Paget, torysi
- 1810–1810: William Legge, wicehrabia Lewisham
- 1810–1820: Edward Paget
- 1812–1820: Robert Matthew Casberd
- 1820–1827: Thomas Graves
- 1820–1826: Berkeley Thomas Paget
- 1826–1830: Arthur Chichester, wigowie
- 1827–1830: John Henry North
- 1830–1831: George Stephens Byng
- 1830–1831: William Sturges Bourne, torysi
- 1831–1831: Richard Lalor Sheil, wigowie
- 1831–1832: George Byng
- 1831–1832: Philip Cecil Crampton